# Edward Wynne
Pour les autres personnes du même nom, voir Edward Wynne (chancelier) et Edward Wynne (juriste).
Edward Wynne était un gouverneur propriétaire de la colonie de Ferryland de 1621 à 1626. Né au Pays de Galles, il fut désigné par George Calvert (plus tard, Lord Baltimore) pour établir la colonie, et en août 1621, il débarqua à Ferryland avec douze hommes. En 1623, la colonie devint la Province d'Avalon.

## Compléments